# Monte Bellavarda
La Bellavarda (anche Uja di Bellavarda,  2.345 m s.l.m.) è una montagna delle Alpi Graie. È situata in Provincia di Torino e sulla sua cima convergono i territori comunali di Cantoira, Chialamberto e Locana.

## Toponimo
Il nome Bellavarda fa riferimento al vasto panorama che si gode dalla cima del monte.
L'appellativo Uja, spesso anteposto al nome della montagna, significa invece nel patois delle Valli di Lanzo ago o punta aguzza.

## Descrizione

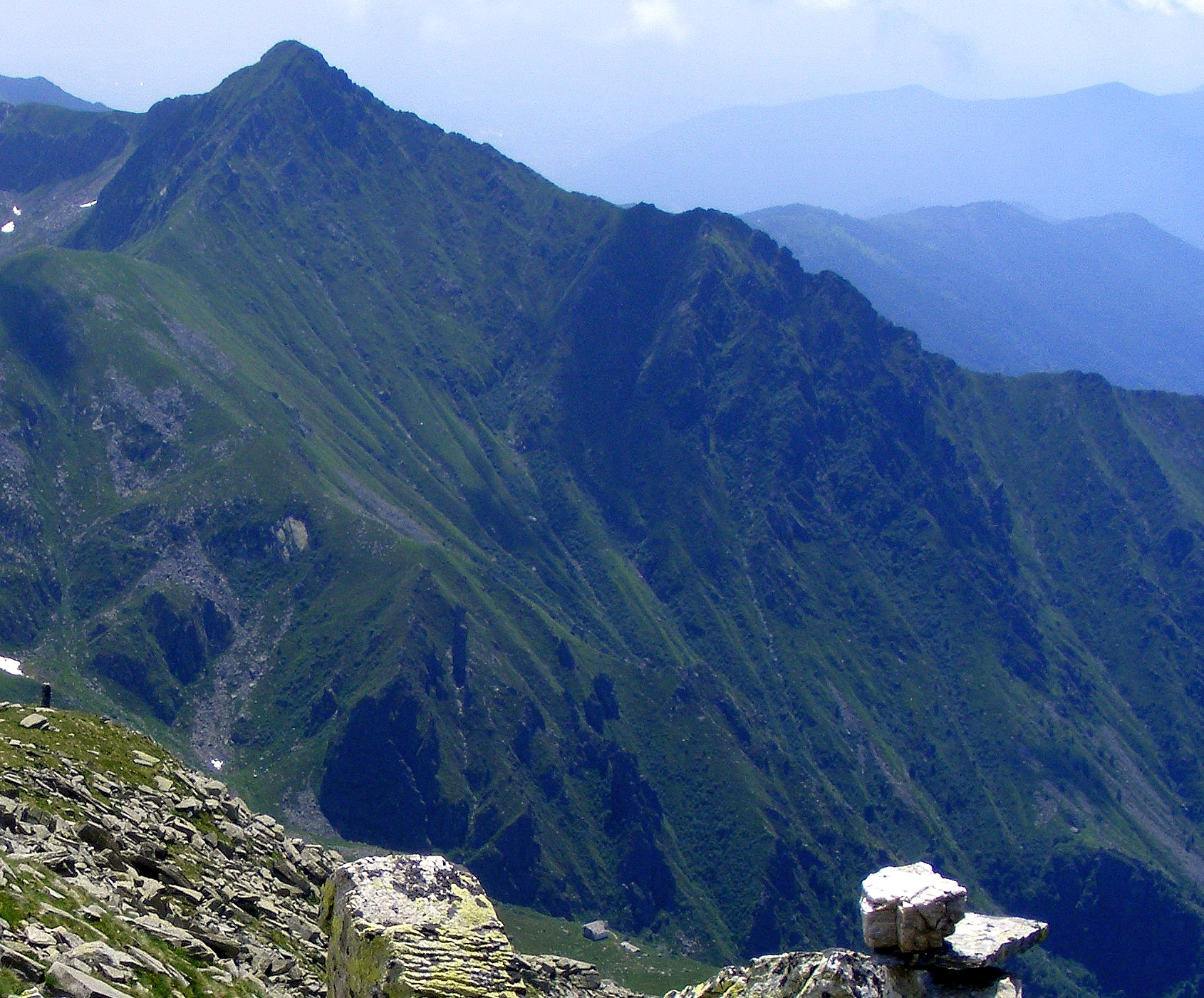
La montagna da punta Pian Spigo

La montagna è situata sul confine tra i bacini dell'Orco e della Stura di Lanzo; verso est una insellatura senza nome a quota 2.234 la separa dalla vicina punta Marsè (2.318 m), mentre lo spartiacque prosegue in direzione nord scendendo alla profonda depressione del Colle della Paglia (2.142 m).
In corrispondenza della Bellavarda un marcato costolone si stacca verso sud-ovest dalla catena principale dividendo il Vallone della Paglia (Chialamberto) da quello dove sorge la frazione di Cantoira Lities. Il vallone che scende verso la Valle dell'Orco ospita invece alcuni piccoli specchi d'acqua tra i quali il laghetto di Prafiorito.

Sulla cima della montagna sorge un'alta croce metallica eretta nel 1950 grazie al contributo dell'Associazione Nazionale Alpini. Sulla cima della montagna è anche collocato il punto geodetico trigonometrico dell'IGM denominato Monte Bellavarda (041010).

## Accesso alla cima

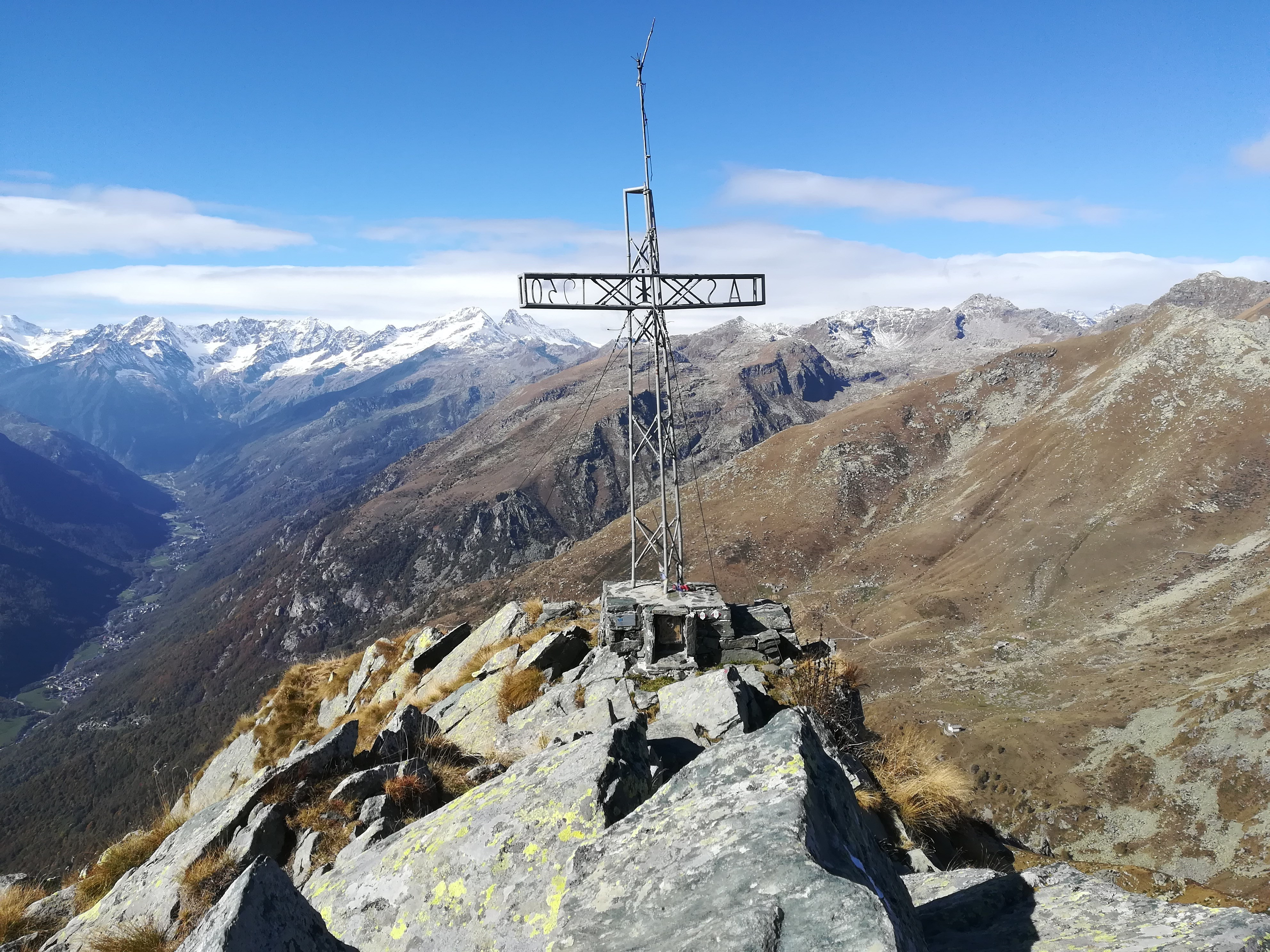
La croce di vetta

Una delle vie di salita più note alla Bellavarda è il sentiero che parte nei pressi del Lago di Monastero (1.993 m), a sua volta raggiunto da una stradina per buona parte chiusa al traffico che lo collega con Chiaves (Monastero di Lanzo).

Un'altra via di accesso alla cima, valutata di difficoltà EE, parte dalla frazione Lities. 
È inoltre possibile raggiungere la Bellavarda dalla frazione Gavie (Locana) o da Vonzo (Chialamberto), passando in questo caso per il Santuario della Madonna di Ciavanis; 
anche questi percorsi hanno difficoltà escursionistiche di tipo EE.